# Juan Bautista Cascini
Juan Bautista Cascini (La Plata, 4 giugno 1997) è un calciatore argentino, centrocampista del Dep. Madryn.

## Biografia
Anche suo padre Alfredo è stato un calciatore.

## Caratteristiche tecniche
È un centrocampista centrale.

## Carriera

### Club
Cresciuto nelle giovanili dell'Estudiantes (LP), ha esordito in prima squadra il 28 agosto 2016 in occasione del match vinto 3-0 contro il Tigre.

## Statistiche

### Presenze e reti nei club
Statistiche aggiornate all'11 maggio 2018.
| Stagione        | Squadra          | Campionato      | Campionato | Campionato | Coppe nazionali | Coppe nazionali | Coppe nazionali | Coppe continentali | Coppe continentali | Coppe continentali | Altre coppe | Altre coppe | Altre coppe | Totale | Totale | Totale |
| Stagione        | Squadra          | Comp            | Pres       | Reti       | Comp            | Pres            | Reti            | Comp               | Pres               | Reti               | Comp        | Pres        | Reti        | Pres   | Reti   |        |
| --------------- | ---------------- | --------------- | ---------- | ---------- | --------------- | --------------- | --------------- | ------------------ | ------------------ | ------------------ | ----------- | ----------- | ----------- | ------ | ------ | ------ |
| 2016-2017       | Estudiantes (LP) | PD              | 11         | 1          | CA              | 1               | 0               | CL+CS              | 4+3                | 0                  | -           | -           | -           | 19     | 1      |        |
| 2017-2018       | Estudiantes (LP) | PD              | 7          | 0          | CA              | 0               | 0               | CL                 | 2                  | 0                  | -           | -           | -           | 9      | 0      |        |
| Totale carriera | Totale carriera  | Totale carriera | 18         | 1          |                 | 1               | 0               |                    | 9                  | 0                  |             | -           | -           | 28     | 1      |        |

## Palmarès

### Club

#### Competizioni nazionali
- Campionato cipriota: 1

APOEL: 2018-2019